# Edovum puttleri
Espèce
Edovum puttleri est une espèce d'insecte hyménoptère de la famille des Eulophidae, originaire de Colombie.
Cette espèce a été étudiée en vue de son utilisation en lutte biologique contre le doryphore de la pomme de terre.